# Csömör
Csömör (szlovákul: Čemer, németül: Tschemer) nagyközség Pest vármegyében, a Gödöllői járásban.
A térségben a települést intenzív civil szervezeti, közösségi és kulturális élet jellemzi. 2010 óta országos viszonylatban is ritkaságnak számító módon,  politikai pártoktól teljesen független  civil önkormányzati vezetés működik Csömörön.
Önkormányzati alapintézményei (polgármesteri hivatal, óvoda, bölcsőde) mellett evangélikus óvodája, általános iskolája, könyvtára, zeneiskolája, sportcsarnoka és egy különlegesen szép horgásztava is van. A kulturális és közösségi élet központjaként működő művelődési ház évek óta rendszeres színházi előadások és író- olvasó találkozások színhelye.

## Fekvése
Kistarcsától nyugatra, Budapest XVI. kerületétől északra, a Gödöllői-dombság nyugati peremén, a Csömöri-patak kanyarulata által kialakult völgyben található. Határos még Budapest XV. kerületével, Fóttal és Mogyoróddal is. Legmagasabb pontja a H9-es HÉV végállomása felett elhelyezkedő 221 méteres Kálvária hegy.
A központja Budapest határától mindössze egy kilométerre található, egy külterületi része összeépült a fővárossal. Fekvése kellemes, dimbes-dombos.

## Településrészek
- Ófalu
- Újtelep-Hőstelep
- Kakas-telep
- Szőlő-hegy
- Körmendi
- Középhegy
- Majorszegi-dűlő és Majorszegi-liget,
- Nándormajor
- Ipari övezet-Határ út[4]

## Közlekedés

### Közúti
Közigazgatási területét érinti az M0-s autóút és a 3-as főút is. Ám lakott területét illetően sokáig zsáktelepülésnek volt tekinthető, mert burkolt közúton csak Budapest felől érhető el. Cinkota irányából a 21 103-as, Árpádföld irányából a 21 104-es, Újpalota / Rákosszentmihály, illetve az M0-s Újpalota–Csömör-csomópontja felől pedig a 21 105-ös számú mellékúton. Ám azóta a délkeleti iparterületével és a csömöri-kistarcsai Auchan-nal együtt összenőtt a szomszédos Kistarcsával. Mogyoróddal és Kistarcsa távolabbi Zsófialiget nevű részével is létezik a kiépítettlen földutakon keresztüli összeköttetése. Az Auchan eredetileg a csömöri határvonal mellé épült, de azóta gyakorlatilag Kistarcsához tartozik és így a hipermarket átjárható köztes területet képvisel. (Hasonló határvonali kérdéses esetbe került a tököli-szigethalmi Tesco.)

### Vasúti
A H9-es HÉV Cinkotán ágazik ki a budapesti Örs vezér tere és Gödöllő városa között közlekedő H8-as jelzésű HÉV vonalból. (A szerelvények minden nap fél óránként indulnak.)

### Autóbusz
A Volánbusz által üzemeltetett 419-es jelzésű autóbusz a település központi részét bejárva szintén a budapesti Örs vezér terével teremt kapcsolatot. A ritkábban közlekedő 449-es járattal a Kistarcsa, Nagytarcsa és Pécel érhető el.

## Története

### Az őskorban
Csömörről az első írásos, okleveles említés 1135-ből származik, ezzel a térség legrégebbi dokumentummal rendelkező települése. A község a tatárjárás idején elnéptelenedett, újratelepítése 1715-ben kezdődött meg.
Újkőkorszaki (i. e. 3200–3000) eredetű kerámiatöredékek kerültek elő az Urasági-tag, a Bab-földek és a Rét-pótlék területéről.
Bronzkori (i. e. 1900–800) eredetű kerámiatöredékek kerültek elő az Urasági-tag, a Szeder-völgyi-dűlő területéről. Az Erzsébet u. 64. sz. telken a vatyai kultúra (i. e. 1700–1400) hagyatékához tartozó leletegyüttes került elő. Vaskori (i. e. 380-300) csontvázas kelta temetőt ástak ki a strand mögötti dűlőben. A leletek között karperecek, fibulák, csüngő ruhadísz, hüvelyes kard, vas kardkötő lánc szerepelnek.

### Az ókorban
A 3. század és a 4. század között szarmata falu állt Csömör területén, a patak két oldalán. A szarmata falu feltárásakor szarmata fazekastermékek töredékeit és egy 3. századból való római tál töredékeit ásták ki. Avar kori edénytöredékek kerültek elő a Rét-pótlék és a Réti-dűlők területéről.

### A középkorban
A 10. század és a 11. század közötti kerámialeletek kerültek elő a Káposztások és a Réti-dűlők területéről. A 13. századból származó cseréptöredékek, patkótöredék, üreges szárú, korongos fülű kulcstöredék került elő a Kálvária-hegy nyugati széléről.
Az 1135. évben, Lampert ispán, az általa alapított bozóki bencés apátságnak szóló adománylevelében, két ekényi (35-42 hektár) földet adományozott Chemer (Csömör) földjéből az apátságnak. Az 1158. évben készült, hamisan 1015-re keltezett és Szent Istvánnak tulajdonított, oklevélben Chomur (Csömör) helynév is előfordul a pécsváradi monostor alapítólevelében.
1434. augusztus 2-án, György esztergomi érsek, nádori bíró Budán kelt oklevelében átengedte csömöri részbirtokát Fornasi Salamon fia János fia Benedek deáknak. 1482. augusztus 31-én, Zay András Nagyrévi András pesti plébánossal foglaltatta írásba, hogy csömöri szőlőjét a cinkotai Mindenszentek temploma építésére hagyományozza. 1512. szeptember 13-án, Chemeri Zay János csömöri részbirtokát elzálogosította – több más birtokrészével együtt – 60 forintért, Inárchi Szilveszternek és feleségének.
1528. január 12-én, I. Ferdinánd király Chemeri Zay Bernátot megfosztotta csömöri 6 jobbágytelekből álló birtokrészétől hűtlenség miatt. A birtokrész Zeremlényi Zsigmond kancelláriai jegyző tulajdona lett.

### A török időkben
1541. augusztus 29. Csömör az Oszmán Birodalom területévé vált. Az 1546. évben, a budai szandzsák összeírásában Csömör már pusztaként szerepelt. Az 1610. évtől Kerepes lakói bérelték Csömör puszta földjét. 1617. szeptember 25-én Wattay János Tassy János (Wattay Kata fia) szécsényi végvári vitézt bízta meg a Csömör puszta gondviselésével.
Az 1620-as és az 1630-as évek között Csömör pusztát Cinkota, Fót, Mogyoród, Csíktarcsa, Kerepes falvak lakó bérelték. 1638. július 1-jén, PPS vármegye sedriánja megtiltotta Csömör puszta szomszédjainak a puszta jogtalan használatát. Az 1656. évben Budai Bolgár Bornemissza Pál, a garamszentbenedeki konvent előtt tett bevállásában birtokai közt felsorolta Csömör pusztát is. 1661. március 14-én lefolytatott örökösödési eljárás során, Csömör puszta Wattay Pál tulajdonába került. 1663. június 14-én, Wesselényi Ferenc Csömör pusztát Horváth Mátyás kassai strázsamesternek, Viszlay Demeter szendrői hadnagynak és még három végvári vitéznek adományozta.
1676. január 17-én, Füleken megtartott közgyűlésen Wattay Pál panaszt emelt Rácz István lévai katona ellen, mert hadisarcot vetett ki a tulajdonában lévő Csömör jobbágyaira és zsellérjeire. 1677. március 3-án, Töröncsi Gergely kosdi lakos engedélyt kapott Wattay Pál és Géczy Gáborné tulajdonosoktól Csömör benépesítésére. Az 1678. évben a Váci egyházmegye Csömör puszta dézsmáját bérbe adta "nógrádi" nemeseknek. Az 1686. évben Csömör felszabadult a 150 éves török uralom alól. Az 1697. évben Wattay János I. Lipót királyhoz folyamodott Csömör puszta birtokjogának megerősítésért.
Az 1690. évi vármegyei összeírásban Csömör elpusztult helységként szerepelt. 1702. november 13-án, az Újszerzeményi Bizottmány elismerte Wattay János Csömör pusztára vonatkozó birtokjogát.

### Az újkorban
Wattay János és Wattay István 1714. május 19-én Csömörön megbízza Bagho Andrást Csömör és Szentmihály puszták betelepítésével, ekkor magyarokat telepítenek a pusztára. Az 1720-tól lutheránus, vagyis evangélikus tótokat telepítettek a faluba. Az 1728. évben használatba veszik Csömör első községi pecsétjét. Az 1731-ben Grassalkovich Antal volt Csömör új földesura. Az 1733. évben Grassalkovich Antal saját költségén katolikus templomot építtetett Csömörön.
Az 1811. évi nagy kolerajárvány által megtizedelt lakosságot pótlandó 1826-ban a budai szőlőhegyekből németeket telepítettek ide. Az 1851-ben Sina Simon megvásárolta Csömört a Grassalkovich családtól. Az 1864-ben Sina Simon eladta Csömört egy belga banknak. Az 1867. március 22-én a magyar állam visszavásárolta Csömört a belga banktól.
Az 1873. évben felépült Csömörön az evangélikus templom. 1900-ban Csömört bekapcsolták a Pest-Kerepes vasútvonalba. 1911. november 11-én megindult a villamosított vasúti közlekedés Keleti pályaudvar és Csömör között. Csömör HÉV-állomás a HÉV csömöri mellékvonalának (H9) végállomása.

### A 20. században

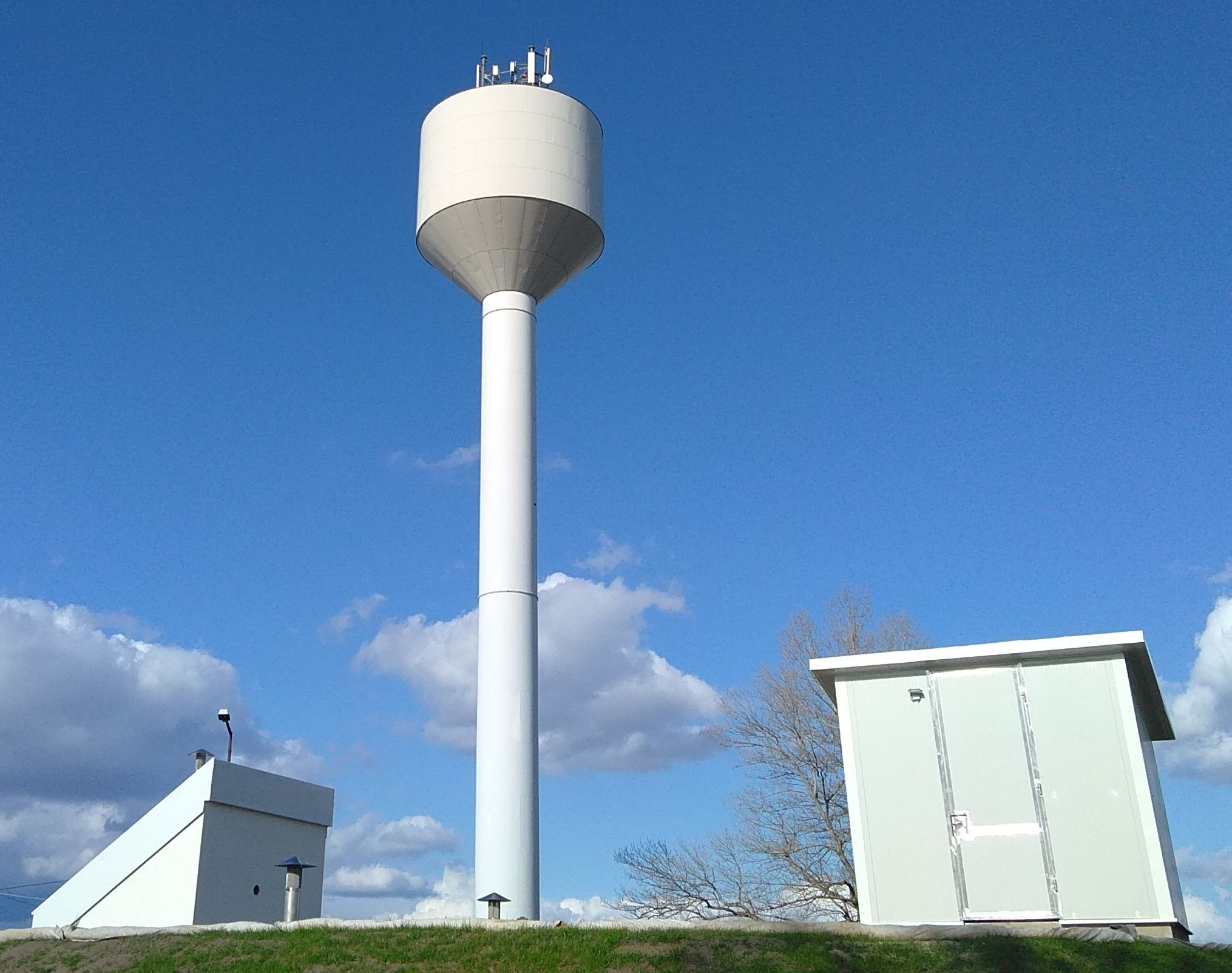
A szőlőhegyi víztorony

Az 1926. évben elkészült a Cinkota-Csömör bekötőút Szentjóby Staub Elemér szervezésében. Az 1927. évben bevezették Csömör községbe a villanyt. Az 1930-as években kapcsolták be a budapesti telefonhálózatba.
Az 1970-es években a vezetékes víz- majd az 1980-as években földgáz hálózat épült ki. Az 1985. évben a Pest Megyei Tanács nagyközséggé nyilvánította Csömört. 
Az 1990-es évektől kezdődően készült el Csömör csatornázása és ezzel párhuzamosan  kapott a közúthálózat szinte teljes mértékben aszfalt burkolatot. A csömöri Csömöri-patak vizéből mesterséges horgásztó létesült. Sportcsarnok, a kereskedelmi övezetben nagyáruházak, patikák, üzletek, vendéglők, lovardák, benzinkút, ipari és szolgáltató létesítmények sora épült.
1991-ben indultak a HÉV-vel párhuzamos buszjáratok az Örs vezér terére. A 2025-ig magánvállalkozás formájában üzemeltetett buszok egyúttal a helyi közösségi szolgáltatást is biztosítják.
A nagyközség népességének gyarapodására alapvető hatást gyakorolt az 1990-es években felerősödött, nagyrészt a fővárosból érkező szuburbanizációs folyamat.

### A 21. században
A település szélén elhaladó M0-s körgyűrű 2008-as átadása óta jelentősen javult Csömör közúti közlekedési elérhetősége. (Mellékutak épültek Újpalota / Rákosszentmihály, továbbá Majorszegiliget és Középhegy között.)
2013-tól minden évben megrendezik a Csömöri Bringafesztivált, mely egyben az  MTB CXO Csömör nagydíj futamának helyszíne is.
2014-ben szabadtéri sportközpont épült és több mint negyven év után újraindult a helyi futballélet.
A önkormányzat vezetése által alapított Csömör Kincse díjat, – mely oklevelet és egy, a csömöri alkotók tárgyaiból összeállított ajándékválogatást tartalmaz – 2015 januárja óta minden év első testületi ülésén adják át azzal a céllal, hogy azokat a kezdeményezéseket jutalmazzák, amelyek az egész település számára vagy akár a település határain is túl közösségi célú értéket képviselnek.
2016-ban felavatták a közel 20 kilométeres Csömöri körtúra nevű gyalogos és kerékpáros turistautat, amely a települést körbejárva, tanösvényszerűen tájékoztató táblákkal mutatja be Csömör természeti, kulturális értékeit és helytörténetének érdekesebb vonatkozásait.
2019-ben, lakossági igényre  megépült a korszerű Csömöri Egészségház a HÉV-Állomás utcában.
2020-ban a Szabadság úton felavatták Meszlényi János alkotását, a település első köztéri bronzszobrát, mely Szent István királynak állít emléket.  Szintén ebben az évben készült el a református templom.

## Népesség
Igazi, élő itt a néphagyomány: az 1710-es évektől betelepített szlovák családok „nénikéi” közül többen a hétköznapokban is népviseletben járnak. Aktív szlovák és sváb nemzetiségi önkormányzat is működik a faluban.
A község népessége az 1980-as évektől folyamatosan jellemző agglomerációs kitelepüléstől (szuburbanizáció) kezdve a 2010-es évekre majdnem kétszeresére, közel tízezer főre nőtt. 
A település népességének változása:
| Lakosok száma | 9077 | 9124 | 9779 | 10 200 | 10 580 | 10 215 | 10 180 |
|               | 2013 | 2014 | 2019 | 2021   | 2022   | 2023   | 2024   |

A 2011-es népszámlálás során a lakosok 86,5%-a magyarnak, 0,2% cigánynak, 0,2% lengyelnek, 2,3% németnek, 0,5% románnak, 2% szlováknak mondta magát (13,4% nem nyilatkozott; a kettős identitások miatt a végösszeg nagyobb lehet 100%-nál).
2022-ben a lakosság 88,7%-a vallotta magát magyarnak, 1,9% németnek, 1,6% szlováknak, 0,4% románnak, 0,3% cigánynak, 0,2% lengyelnek, 0,1-0,1% horvátnak, bolgárnak, ruszinnak és ukránnak, 4,9% egyéb, nem hazai nemzetiségűnek (10,9% nem nyilatkozott; a kettős identitások miatt a végösszeg nagyobb lehet 100%-nál).
| Év   | népesség |
| ---- | -------- |
| 1970 | 5046     |
| 1980 | 5516     |
| 1990 | 5487     |
| 2001 | 7266     |
| 2011 | 9293     |

### Vallás
Római katolikus, evangélikus, baptista és református és közösség működik a faluban. Közülük a katolikusoknak, az evangélikusoknak és 2020 óta a reformátusoknak is van temploma, míg a baptista gyülekezet közösségi otthonnal rendelkezik. A település országos ismertségét nem kis részben a közel két kilométer hosszú, nagy történelmi múltra visszatekintő úrnapi körmenet páratlan virágszőnyegének köszönheti.
A népesség felekezeti megoszlása a KSH adatai szerint 2011-ben a következőképpen alakult:
- Katolikus: 31,1%
- Evangélikus: 9,7%
- Református: 7,3%
- Egyéb vallási felekezetek: 3,2%

2022-ben vallásuk szerint 22,5% volt római katolikus, 7,8% református, 7,6% evangélikus, 1% görög katolikus, 0,2% izraelita, 0,1% ortodox, 2,1% egyéb keresztény, 0,8% egyéb katolikus, 16,8% felekezeten kívüli (40,6% nem válaszolt).

### Itt született
- Valter Attila (1998-) magyar országúti-kerékpárversenyző, a 2020-as Tour de Hongrie győztese, a Groupama-FDJ World Tour csapat kerékpárosa
- Szrogh György (1915–1999) állami díjas magyar építész

#### Neves lakói
- Kada Mihály (1827–1894) tanácsos, Budapest első alpolgármestere
- Lukács Antal (1842–1909) közgazdász
- Krammer Teréz (1868–1936) magyar opera-énekesnő
- Halász Tibor (1932–2020) matematika–fizika szakos tanár, tankönyvíró
- Rátóti Benő (1933–2012) akadémikus, térképész
- Dömötör Zoltán (1934–) nemzetőr vezérezredes, Csömör díszpolgára
- Marinovich Endre dr. (1940–) egyetemi tanár
- Turnovszky Tamás (1954–) tanár, iskolaigazgató, előadóművész
- Sasvári Sándor (1957–) színész
- Fábri György (1964–) társadalomtudós
- Csengeri Attila (1967–) magyar musical- és operettszínész
- Németh Károly (1970–) asztaliteniszező
- Tenki Réka színésznő
- Csányi Sándor színész
- Várjon Dénes (1968-) Kossuth-díjas zongoraművész
- Simon Izabella zongoraművész
- Huszárik Kata Jászai Mari-díjas színművész

## Közélete

### Polgármesterei
| Név              | Jelölő szervezet(ek)           | Terminus  | Megjegyzés / Források             |
| ---------------- | ------------------------------ | --------- | --------------------------------- |
| Bátovszki György | FKgP                           | 1990–2010 | Az 1990-es választási eredmények: |
| Bátovszki György | független                      | 1990–2010 | Az 1994-es választási eredmények: |
| Bátovszki György | FKgP-KDNP-MDF-MIÉP-Magyar Út   | 1990–2010 | Az 1998-as választási eredmények: |
| Bátovszki György | Demokrata Kör Egyesület Csömör | 1990–2010 | A 2002-es választási eredmények:  |
| Bátovszki György | független                      | 1990–2010 | A 2006-os választási eredmények:  |
| Fábri István     | Csömöri Civil Egyesület        | 2010–     | A 2010-es választási eredmények:  |
| Fábri István     | Csömöri Civil Egyesület        | 2010–     | A 2014-es választási eredmények:  |
| Fábri István     | Csömöri Civil Egyesület        | 2010–     | A 2019-es választási eredmények:  |
| Fábri István     | Csömöri Civil Egyesület        | 2010–     | A 2024-es választási eredmények:  |

### Helyi sajtó
- Csömöri Hírmondó (1993–)
- Csömöri Fórum (1990–2010)
- Csapraforgó (1990–2007)[18]

## Oktatás
A községben önkormányzati, egyházi és magánóvoda, általános iskola és zeneiskola működik. Az önkormányzati óvodában német és szlovák nemzetiségi csoportok is működnek. Az általános iskola két épületben működik, az első osztályosoknak a Szabadság úti kis iskolaépület, míg a 2-8. osztályos évfolyamnak a Major úti iskola ad otthont. Az alsó tagozaton a hagyományos rend mellett testnevelés orientációjú, és német és szlovák nemzetiségi osztályok működnek, a felső tagozaton pedig jól felszerelt természettudományi, nyelvi és speciális tantermekben tanulnak a gyermekek. A Major úti épületben nemzetközi színvonalú sportcsarnok és tágas, korszerű játszóudvar várja a gyerekeket. A csömöri zeneiskolában alapfokú művészeti oktatás folyik. Az iskola növendékei a délutáni oktatás keretében hangszeres és a hangszertanulást segítő elméleti képzést kapnak.

### Krammer TerézZeneiskola
Az község Önkormányzati Zeneiskolája 1991 szeptemberétől kezdve folytat oktatási tevékenységet. Az alapítás egyik fontos oka a fővárosból kitelepülő családok igénye volt a helyi zenei nevelés kialakítására. Az iskola 2000-ben vette fel Krammer Teréz, Csömörön élt opera-énekesnő nevét. A zeneiskola az alapfokú zenei oktatás mellett közösségi és kulturális szerepet is vállal. Diákjai gyakori fellépők a község rendezvényein. Részt vettek például a falunapok, a szüreti mulatság programjain, vagy a község hagyományos fúvószenekari találkozóján. Korosztály és hangszer szerint több együttes is létrejött a zeneiskolában, ilyenek például a Krammer Big Band, mely 2014-ben és 2015-ben a Budapesti Big Band találkozón a zenekarok B kategóriájában arany minősítést nyert. Működött, vagy működik továbbá az iskolában fúvószenekar, a gyermekek Tücsök zenekara, ifizenekar, ütőhangszeres kamarazenekar. A zeneiskolában az alábbi tanszakokon folyik alapfokú zenei képzés: cselló, fuvola, gitár, hegedű, magánének, trombita (és egyéb rézfúvósok), ütőhangszerek, zongora.

A csömöri sportcsarnok

### Mátyás Király Általános Iskola
Az intézmény 1956-tól működik a Major úton, mint Csömöri Általános Iskola. 1990-ben, Mátyás király halálának 500. évfordulóján vette fel az iskola mai nevét a nagy király tiszteletére. Az intézmény 8 évfolyamos, általános műveltséget közvetítő iskola, évfolyamonként 3 osztállyal. Jól megközelíthető, a gyermekek biztonságos közlekedését a Relic-Őr Kft. segíti minden reggel és délben.

### Nefelejcs Művészeti Óvoda
Mint minden magyarországi óvodára, erre az  intézményre is jellemző, hogy a közoktatási rendszerben szakmailag önálló nevelési tevékenységet folytat. A családi nevelést egészíti ki a gyermek 3 éves korától az iskolába lépésig. A játékot – mint az óvodás korosztály alapvető tevékenységét – kiemelten fontosnak tartja, s az egész napirendet átszövi, hiszen ebben az életkorban a személyiségfejlesztés leghatékonyabb eszköze. Az óvodában nagy szerepet szánnak a spontán szerzett ismeretek megszerzésének, ezért a gyermekek érdeklődésére és kíváncsiságára támaszkodva tervezik meg az óvodai életet. Az intézményben az „Óvodai nevelés a művészetek eszközeivel” című adaptált pedagógiai programmal dolgoznak az óvodapedagógusok.

## Kultúra
Csömör páratlanul színes kulturális élete szinte minden hétvégére és ünnepre tartalmas kikapcsolódást biztosít a helyiek és a községbe ellátogatók számára. A községben évente több nagy rendezvényt, majálist, falunapokat, bringafesztivált, gasztronómiai és szüreti fesztivált, illetve az adventi ünnepkörhöz kapcsolódóan közös gyertyagyújtást és „mindenki karácsonyát” is tartanak. A rendezvényeken a közismert fellépők mellett számtalan helyi civil kulturális csoport szórakoztatja színvonalas műsorával a közönséget. Csömörön az országban szinte egyedülálló esemény az úrnapi körmenet, melynek során a csömöri római katolikus egyházközség tagjai, valamint a hozzájuk csatlakozó lelkes helyiek páratlan szépségű virágszőnyeggel borítják a körmenet több kilométeres útvonalát.

### Kulturális intézményei
- Petőfi Sándor Művelődési Ház
- Sinka István Községi Könyvtár
- Csömöri Tót Hagyományaink Háza
- Dombrádi Lászlóné "Örökségünk" című néprajzi magángyűjteménye – állandó kiállítás

## Sport
Csömör másik fő védjegye a pezsgő sportélet. A település nevét hallva még ma is sokaknak  a legendás régi férfi kézilabdacsapat jut eszébe, amely fél évszázada töretlenül a nemzeti bajnokságban szerepel.  Az utóbbi két évtizedben azonban  számos más sportág is meghonosodott az egyre bővülő sport és szabadidő központban: nagypályás labdarúgás, kispályás futsal, asztalitenisz, atlétika. A legkiemelkedőbb eredményeket a helyi kerékpárosok érik el: mind a mountain bike, mind az országúti versenyzők a magyar élmezőnyhöz tartoznak,  és az olimpián is képviselik hazánkat.
A település adottságaira is alapozva az elmúlt években látványosan fejlődésnek indult a szabadidő sport: tenisz- és atlétikai pálya létesült, az országosan egyedülálló gyalogos- és kerékpáros körtúra útvonal kialakításának is köszönhetően fellendült a túra élet, országos bringafesztivál zajlik minden évben, erdei öko-központ fejlesztése kezdődött meg. A régóta megtelepedett számos lovardával és a térségben közkedvelt horgásztavával együtt Csömör kiemelkedően gazdag rekreációs lehetőségekkel rendelkezik.
Az utóbbi években komoly tömegsport rendezvények is meghonosodtak a településen, mint pl. a nagysikerű júniusi Bringafesztivál, a tavaszi Boglárka gyalogos körtúra,  az őszi kerékpáros körtúra vagy a Csömöri csatangoló nevű októberi teljesítménytúra, amely a környék szép tájain, a védett ősláp, a horgásztó mellett és a faluközpontból induló pataksétányon vezeti keresztül a gyalogos turistákat.
A Csömöri Sportcsarnok és az azt üzemeltető Csömör Sport és Szabadidő-szervező Nonprofit Kft. 100%-os tulajdonosa Csömör Önkormányzata. A Csömöri Sportcsarnok és a hozzá tartozó létesítményei adnak helyet a Mátyás Király Általános Iskola testnevelési óráinak reggel 7-től 16 óráig, a fennmaradó időben és hétvégeken a helyi sportszakosztályok, illetve a tömegsport társaságok használják létesítményeit. A sportolni vágyók a labdajátékok közül kézilabdát, futsalt, kosárlabdázást vagy asztaliteniszezést választhatnak. A küzdősportok közül aikidó-, judo-, karate- és kungfucsoportokhoz csatlakozhatnak a felnőttek és a gyerekek egyaránt. Az alagsorban konditerem található, melyet a szakosztályok sportolói mellett  a lakosság is igénybe vehet. Szabadtéri műfüves 40 méter x 20 méteres palánkokkal körülvett szabványos foci pálya, fedett kispadokkal. Edzésekre, mérkőzésekre alkalmas. Szabadtéri élőfüves nagypályás focipálya és az atlétikai pálya építése folyamatban van. Az állandó csoportok és csapatok edzésein, mérkőzésein kívül  együttműködünk a környező települések sportegyesületeivel, helyet biztosítunk  nagy létszámú találkozóknak, országos bajnokságoknak, illetve szórakoztató rendezvényeknek is. A sportcsarnok az elmúlt években a felsoroltakon kívül az alábbi sporteseményeknek adott otthont.

## Nevezetességei

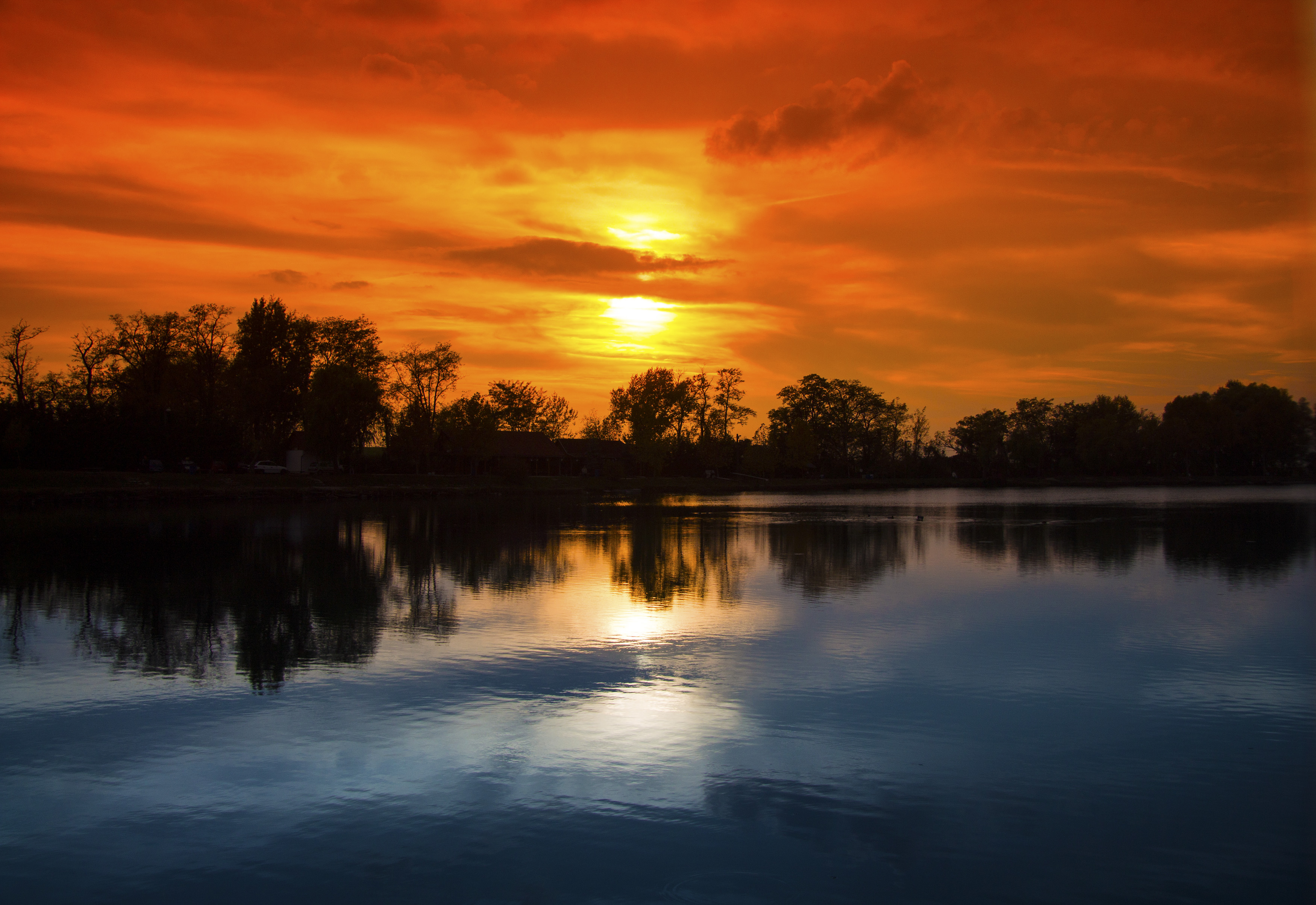
A csömöri horgásztó

### Csömöri horgásztó
A csömöri horgásztó jelenleg a település egyetlen közösségi tava, melyet a Csömöri-patak felduzzasztásával hoztak létre a nyolcvanas években. Területe 4,6 hektár, legnagyobb mélysége mintegy 4,5 méter.Noha önkormányzati tulajdonú, 1990 óta folyamatosan a Csömöri Horgászegyesület kezelésében van. A tó késő ősszel és télen pihenő- és telelőhelye több madárfajnak, elsősorban a récéknek, így a kercerécének és a barátrécének. A tőkés récék egy jelentős csapata pedig az egész évet a tavon és a környező nádasokban tölti. Tavasszal nem ritka a szürke gém.A tóban meghonosodott az Amerikából származó vörös- és sárgafülű ékszerteknős. Ezeket az állatokat fontos megkülönböztetni a honos mocsári teknősöktől, ugyanis az ékszerteknősök kiszorítják élőhelyükről az egyetlen védett teknősfajunkat. Kérjük a lakosokat, megunt hobbiállataikat ne engedjék szabadjára, hogy horgásztavunk megmaradjon a hazai teknősfaj élőhelyének! A környék rendkívül kedvelt helye mind a helyi, mind a városból kiérkező sétálni vágyóknak. A télen befagyott tó kedvelt korcsolyapálya, s ha az időjárás engedi, szerveznek itt ifjúsági jéghokiversenyeket is.

### Csömöri-patak, Paraszthíd
A mintegy 14 km hosszú Csömöri-patak 200 méter körüli magasságból ered a Kistarcsa-Kerepes-Csömör hármas határhoz közel, attól délre. 14 átkelési lehetőség van a csömöri területen; ebből négy közúti, nyolc gyalogos, kettő közúti gázló.A jelenlegi, 2012-ben épült patakhíd helyén állt az egykori Paraszthíd, amely 1950-ben készült az akkori TSZ munkagépei számára.A víz vájta patakvölgyben itt, a Réti-dűlőben őrződtek meg leginkább a patak menti vizes élőhelyekre jellemző növénytársulások. Méltán vált természetvédelmi területté a Réti-dűlő jelentős része. A 3. számú bekötőút osztja ketté az eltérő védettségű részeket. Az út nyugati oldalán helyezkedik el az országos jelentőségű Csömöri ősláp és legelő. A keleti oldalon van a 6,87 ha nagyságú, 1977-tôl helyi jelentőségű természetvédelmi terület, ahol nádasok és fűz-nyár ligeterdők idézik az egykori természetes növénytakarót. Bár az itt élő növényfajok nem védettek, mégis fontos ökológiai és élőhelymegőrző funkciójuk van, valamint a tájképi szerepük is jelentős. A patakot kísérő puhafás ligeterdőkben nő a fehér fűz, a fekete és a fehér nyár. A nádasokban komló, sövényszulák és hamvas szeder jelzi a tápanyagban gazdag talajt.Rendszeres lakói a területnek a vízisiklók, kecskebékák, vörös hasú unkák, erdei békák. A vízparti nádasokban fészkel az énekes és a foltos nádiposzáta, a nádi sármány és a nádi tücsökmadár. A patakparti fűzfákra szövik posztócipő alakú, lecsüngő fészkeiket a függőcinegék. Gyakori a fülemüle, a zöld küllő és a tövisszúró gébics. Vonuló madarak is megpihennek itt tavasszal, így láthatunk itt billegető és szürke cankót, és sárga billegetőt is. Az állandó ivóvízforráshoz őzek, vaddisznók és mezei nyulak járnak.

### Csömöri-tó és legelő
A Pesti-síkság utolsó természetközeli élőhelyeinek egyike a Csömöri-tó és legelő a Réti-dűlőben. Ezen belül található a 27 ha nagyságú, 1977-ben megyei védettséget elnyerő, jelenleg országos jelentőségű (a törvény erejénél fogva védett) természetvédelmi terület, melynek kezelője a Duna–Ipoly Nemzeti Park. A völgy déli oldalán, kisebb kiszögellésben van a nemrég még nyílt vízzel teli Csömöri-tó, vagy ahogy a csömöriek ismerik: Kistó. A nyolcvanas évekig a tó vize egy tőzegmohás-fűzláp társulás alkotta kis szigetet, őslápot vett körül, ahol több olyan védett tőzegmohafaj élt, amelyet Magyarországon csak egy-két helyről ismertek. 1987 telén tűz áldozata lett a tőzegmohaláp és a parti növényzet. A száraz időszakban kiszáradó tómedret jelenleg nád növi, közöttük elszórtan védett mocsári tőzegpáfrány él. Nedves időben a tó medrét ma is víz borítja.A természetvédelmi terület nagyobbik része a kaszálórétekkel, bokorfüzesekkel tarkított patakvölgy a Réti-dűlőben, ahol a kutatások szerint közel 300 növényfaj él. A völgyben több jellegzetes és ritkuló, védelmet kívánó vízparti növénytársulást figyelhetünk meg. A láprét szélén nyílik a környéken alig fellelhető őszi kikerics. Bár nem állnak védelem alatt, hazánkban egyre ritkulnak a fűzláptársulás bokorfüzesei, így nagyon értékesek az itt található rekettyefűz csoportok.A vadállatok számára változatos élőhelyekkel és állandó ivóvízforrással szolgáló területen számtalan állatfaj él. Közöttük nagyon sok a védett és veszélyeztetett faj, de a megfigyelések szerint előfordult itt már a Magyarországon nagyon ritka kerti sármány és dalmát vércincér is. Rendszeres vendég a szürke gém, zöld küllő, egerészölyv és a vándorsólyom. Tavasszal fehér gólyák csapatai pihennek meg a réten, és olykor egy-egy vörös gém is feltűnik a nádasok között. Itt fészkel a barna rétihéja. A vizenyős területeken él hazánk egyetlen teknősféléje, a mocsári teknős. Gyakori a vízisikló és a rézsikló is. A nagyobb vadak közül élnek itt mezei nyulak, őzek és vaddisznók is.A természetvédelmi terület látogatása jogszabály által korlátozott. Kizárólag gyalogosan látogatható!

### A Csömöri-patak forrásvidéke
A Csömöri-patak 200 méter körüli magasságban ered a Kistarcsa–Kerepes–Csömör hármas határához közel, attól délre. Ez a települési határvidék tulajdonképpen a Gödöllői-dombság pereme.A forrás- és patakvölgy a Zsellér-páskomnál (egykori közös legelő) kezdődik, majd déli irányban a Szőlők mögötti-dűlő és a Strand mögötti-dűlő között húzódik le egészen a településig.  A Csömöri-patak (a XIX. sz. végétől földhivatali nevén Forrás-patak) rendkívül fontos volt a történelem folyamán. Településünk minden elődje a partján épült. Kr. e. IV. században a „kelta Csömör” a Strand mögötti-dűlőbe, a Kr. u. III-IV. századi „szarmata Csömör” és a X. századi már magyar falu a Káposztásokba, az Árpád-kori pedig közvetlen a patak fölött, a Kálvária-hegy oldalába települt.A patak vize több forrásból ered, legtöbbjük szivárgó. A források területe – mint minden legalább 5 liter/perc vízhozamú forrás – a törvény erejénél fogva védett. Az itt eredő vizek egykori tisztaságára jellemző, hogy a falubéliek a múlt század elején még ivóvízért jártak ide, a hajdani strand fölötti forráshoz. Nemcsak itt a forrásvidéken, hanem a Bulgárkert és az Ulicska közötti szakaszon is léteznek még kisebb források, melyek az 1862-es térképen is jól láthatók.A források mellett a patakvölgy is helyi védettséget kapott 2005-ben a belterületi határig. A természetszerű élőhelyeket rejtő terület 20,8 ha nagyságú. A völgyben fehér és fekete nyárfák hatalmasra nőtt, gyönyörű példányaival találkozhatunk, de megnő itt a homoki árvalányhaj és a védett budai imola is. Az állatok közül gyakori a fülemüle, énekes rigó, zöldike, tengelic, kardos lepke és a fürge gyík. A sűrű bozótosban megbúvó ivóvízért járnak ide vaddisznók, őzek és mezei nyulak.Fontos megjegyezni, hogy az orchideáival és más védett növényeivel, ritka énekes- és ragadozó madaraival nagy természeti értéket képviselő csömöri ősláp és legelő is szerves része a patakvölgynek.

### A régi strand
A festői szépségű, vadregényes környezetben megbúvó egykori csömöri strandról – néhány korabeli újságcikket (pl. Rákos Vidéke című lap) és település-elöljárósági jegyzőkönyv utalását leszámítva – elsősorban idősek elbeszéléseiből szerezhetünk tudomást. Az ismert, hogy 1928-ban nyílt a legtöbbek által ismert, vállalkozói formában üzemeltetett strand, de azt kevesen tudják, hogy az 1800-as évek közepén már volt itt egy völgyzárógátas tározó. A célját sajnos nem ismerjük, de azért az nagyon valószínű, hogy nem fürdőhely volt még akkoriban. Sokkal inkább valószínűsíthető, hogy a közvetlen szomszédságban működő faiskola használta öntözésre.A strand két medencéből állt: egy előmelegítőből és magából a fürdőmedencéből. A medence szó mindkét esetben kissé túlzásnak tűnik. Inkább tavak voltak ezek, mivel nem voltak medenceszerűen kiépítve – csupán a fürdőrész mélyebb oldala volt betonozott, illetve a gát záró része. Az úgynevezett fürdőoldal fövenyes volt, ezzel pedig az egész komplexum csodálatosan illeszkedett a természeti környezetbe. A strand vizének a háztartásokban és a vendéglátóhelyeken is nagy hasznát vették: elektromos hűtő nem lévén, télen a medencék jegét vágták fel, és használták tavasztól őszig a jégvermekben.Hogy mekkora jelentősége volt a strandnak a helyiek és budapestiek életében, azt a legbeszédesebben a helyi idősebb polgárok visszaemlékezéseiből tudhatjuk meg. A nyitás„Körülbelül 1928-ban nyílt a strand. Dr. Laky Imre Pesten volt rendőrfogalmazó, de itt lakott a Kossuth Lajos utcában. Ő adta az ötletet, hogy az utca végén lehetne egy strandot létesíteni. Először kialakították a medencét, aztán az előmelegítőt. A kettő között egy hatalmas nyílásban volt a szűrő, azon keresztül jött a víz, a Csömöri-patak vize a medencébe.” (Szentner Harryné, szül. Ursprunger Piroska). A fénykor „A bejáratnál lévő szaletliben minden este tánc volt; szólt a zene, ott sakkoztak, beszélgettek az emberek. Ez volt a csömöri ifjúságnak – és a felnőtteknek is – a kulturális találkozóhelye. Nagyszerű sportolási lehetőséget is nyújtott: fociztunk és komoly fejelőbajnokságok is voltak a homokos parton. Volt a víznek valamiféle gyógyhatása, rádiumosnak mondták. Naponta legalább egyszer kicserélődött a víz, szinte kristálytiszta volt.” (Solymár Péter néhai evangélikus lelkész) A végzetes vihar „Komoly zsiliprendszere volt a strandnak azért, hogy nagy esőzésekkor ezen keresztül engedjék le a vizet.Sajnos pont ez lett a veszte; 1962. augusztus huszadika után jött egy hirtelen vihar orkánszerű széllel, hatalmas esővel. Nem nyitották fel a zsilipet időben, s olyan nyomással jött a víz a kis patak felől, hogy összetörte az egész betonrendszert.” (Veres Béláné nyugalmazott pedagógus).Az 1962-ben tönkrement csömöri strandot különböző okok miatt sem akkor, sem azóta nem állították vissza eredeti állapotába. 2018-ban az önkormányzat a régi strand területén ökoparkot, mezítlábas sétányt, közösségi kemencét alakított ki.

### Bulgárkert
Az egykor terjedelmesebb Bulgárkert Csömör legnagyobb területű közösségi tere, és annak ellenére, hogy a legrégebbi településrészbe ékelődik be, a legtermészetesebb jelzővel is illethetjük. Közvetlenül és szervesen kapcsolódik a Kálvária-erdőhöz, és rajta keresztül kanyarodik déli irányból nyugat felé a Csömöri patak is. A hely nevét arról a bolgárkertészetről kapta, amely valószínűsíthetően a XIX. század végétől az I. világháborút követő évtizedig működött itt. A bolgárkertészet a kor legmodernebb szellemű kiskerti mezőgazdasági kultúrája volt. Bolgárkertészek honosították meg többek között a padlizsánt, a spárgatököt és a póréhagymát, illetve ők terjesztették el a paradicsom és a paprika nyersen fogyasztását. Az új kertészeti irányvonal képviselői a XIX. század második felében jelentek meg Magyarországon, és egy addig ismeretlen zöldségtermesztési és öntözési technikát hoztak magukkal. Árasztásos kertművelést alkalmaztak, melyhez az öntözővizet egyrészt a patak természetes tavaszi áradása, másrészt vízpartra telepített bolgárkerék (dolap) biztosította. Ezért igyekeztek folyóvíz melletti telekbérleteket megszerezni, ahogy ez itt, Csömörön is történt. A zöldségpalántákat trágyafűtésű, magas melegágyakban hajtatták, innen kerültek ki az öntözőárkokkal sűrűn barázdált földekre. Ezzel a módszerrel lényegesen nagyobb mennyiségű terményt tudtak betakarítani, és a megszokottnál egy hónappal korábban tudták piacra vinni a zöldségeket. Művelési módszerük alapelvei a modern kertészeti kultúrák létrejöttét segítették elő.A gazdasági élet megszűnésével a terület spontán játszóhellyé alakult. Télen a szánkózók, nyáron a focizni, kerékpározni vágyók veszik birtokukba. A rendszerváltást követően az önkormányzat először játszótérré, később zöldközösségi térré fejlesztette a területet, annak remek adottságait kihasználva. A Bulgárkert szolgál helyszínéül az egyre rangosabbá váló Csömöri Bringafesztiválnak, amelyet nyaranta rendeznek, és amely az ország minden részéről vonzza a látogatókat. Az itt megépített pumpapálya jó lehetőséget ad a gyermek és felnőtt bringások számára is ügyességükkipróbálására, végig tudnak-e menni a pályán tekerés nélkül. A 2012-2013-ban civil összefogással  létrehozott Pataksétány is az itt megvalósult játszó- és pihenőkertből indul a patak medrét követve nyugati irányba. A sétány terv szerint egészen a horgásztóig épül meg.

### Kálvária-hegy

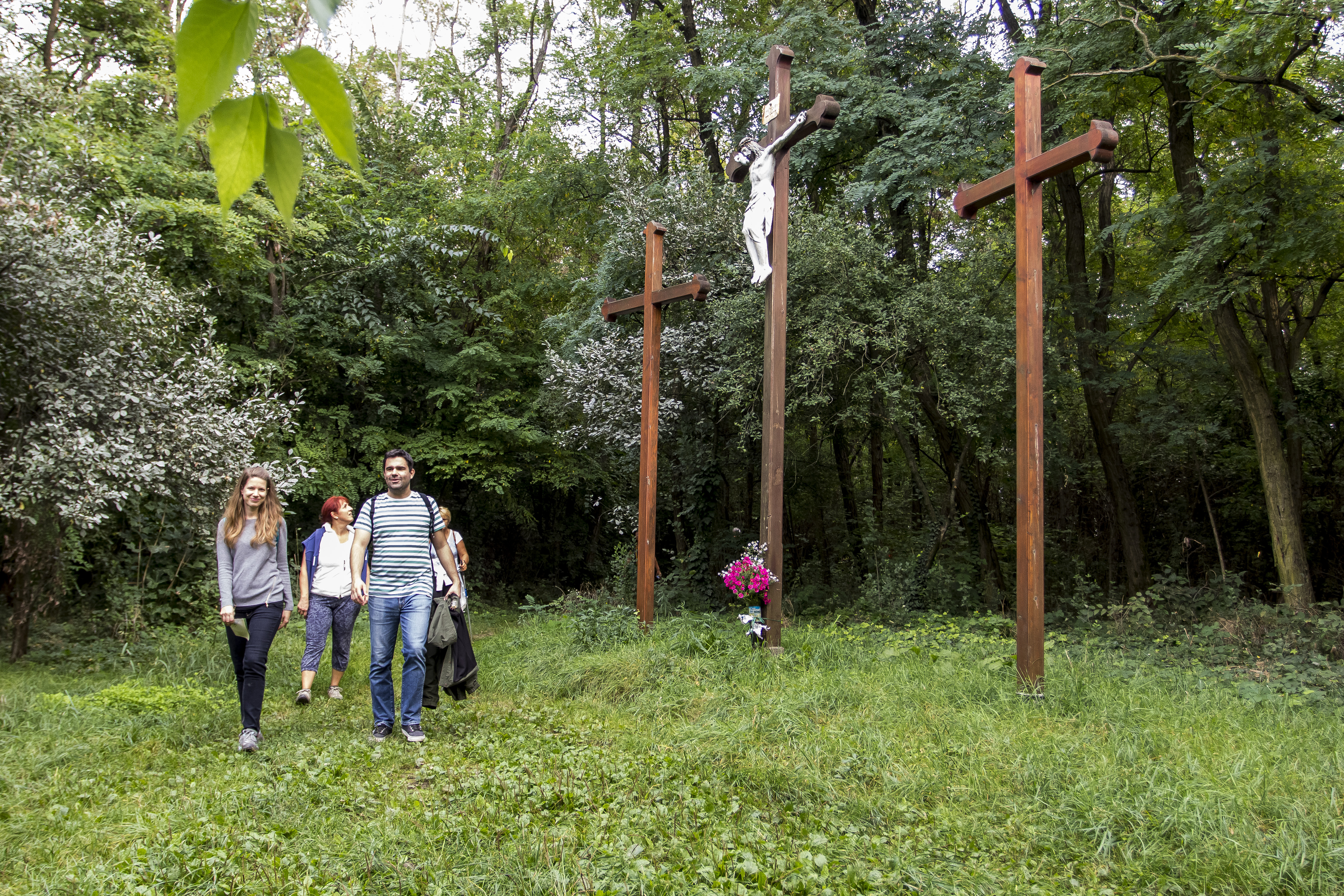
A Kálvária-hegy a keresztekkel

A közel harminc hektár területű Kálvária-erdő napjainkban Csömör legnagyobb összefüggő erdősége, jól lehet, csak mintegy egy hatoda az összes erdőterületnek, mely a településen található. Legjellemzőbb fafaja az Amerikából származó akác, őshonos – vagy ahhoz közeli – állományok csak a Csömöri-patakkal érintkező területeken vannak. Itt még látható a nyárak és juharok szinte teljes fajválasztéka, és több helyen található cser- és kocsánytalan tölgy, illetve egy-egy helyen mezei szil, kökény, erdei fenyő és magaskőris. A patak közvetlen közelében pedig a nyárfák mellé szép fűzállomány társul. A Kálvárián többször pusztított erdőtűz. A legutóbbi a nyolcvanas években történt, a legsúlyosabb azonban az I. világháború végén, amikor a faállomány szinte teljes egésze elpusztult. Közel ilyen súlyosnak ígérkező esemény történt volna a 2000-es évek végén, amikor is a teljes területe tarvágásra lett ítélve, melytől széleskörű helyi civil összefogás mentette meg. Az önkormányzat ma már szinte a teljes erdőterület gazdálkodója, és a tarvágás helyett az erdőfelújítást fokozatosan, (lékeléssel) végzi, fokozatosan lecserélve az inváziós akácot és nyugati ostorfát helyben honos fajokra, jellemzően gyors növekedésű juharokra és hársakra. A Kálvária-hegy legmagasabb pontja a település szinte minden pontjáról jól látható a maga 221 méteres magasságával.Az Árpád-kori Csömör a XIII. században ide, a hegy nyugati oldalára települt. A helyszínen talált felszíni leletek és az irodalmi adatok alapján valószínűsíthető, hogy a középkori település erődtemploma a falu fölötti dombon állt. A templom pusztulását követően 1856-ban ismét kultikus hellyé vált a dombtető, ekkor állították a három keresztet Fráter (Szüts) Julianna adományából. Azóta nevezik a dombot Kálvária-hegynek.A két lator szobrát többször vihar tette tönkre, végül keresztjük üres maradt. A keresztút 15 stációját 2008-ban állították a hívek a templom falán lévő, 1859-ben Regensburgból vásárolt barokk domborműsorozat képmásaival. Minden stációnak egy-egy család a gazdája. Nagypénteken és az előtte levő pénteken hagyományosan keresztutat szerveznek ide a katolikusok, utóbbit este, fáklyákkal. Az erdő kiváló lehetőségeket nyújt a kirándulni, vagy más módon kikapcsolódni vágyók számára nagyszámú jelölt és jelöletlen turista ösvényével. Itt található a budapesti agglomeráció keleti felének leghosszabb szánkópályája is, amely több mint 300 méter hosszan lényegében keresztülszeli a teljes erdőt. Az utóbbi években számos nagy magyar és nemzetközi hegyikerékpáros verseny helyszíne is a Kálvária, 2015-ben már olimpiai kvótaszerző sporteseménnyel is büszkélkedhetett.

### Majorszeg
Majorszeg Csömör nyugati szélén található, az M0-s körgyűrű Budapest felőli oldalán. Lényegében egybeépült vele a terjeszkedő főváros XVI. kerülete. A régi településrész neve Majorszegi-dűlő, az újé Majorszegiliget. A szomszédos fővárosi területek a középkor óta Csömör községhez tartoztak, csak 1902-ben, Rákosszentmihály néven váltak le a településről és alakultak önálló községgé. A megmaradó csömöri terület, a jelenlegi Majorszeg második világháború előtti tulajdonosa a Lukácsy család volt. Az uradalom szélén (szegletén) feküdtek a majorsági épületek, innen az elnevezés. A terület 1950-ben, Nagy-Budapest kialakításakor közvetlenül a főváros határára került, ez a fekvés határozta meg későbbi sorsát is. Az 1960-as években magánkézben maradt, nem lett termelőszövetkezeti tulajdonná. Ezután családi házas építkezések kezdődtek a jelenlegi Majorszegi-dűlő területén. Kezdetben csak földút kötötte össze a falu központjával, 1977-ben épült meg az aszfaltos bekötőút a HÉV-töltés mellett, mely jelenleg már az M0-s körgyűrű felett ível át, és a három csömöri bekötőút közül a legnagyobb autós forgalmat bonyolítja.A kilencvenes évek közepén nyitotta meg kapuit az itt működő, magán alapítású Összefogás Rehabilitációs Központ jogelőd intézménye. Csömöri, központi intézményében háromszáz csökkent munkaképességű ember dolgozik, több mint száz itt is lakik. Nem csak hazai, hanem nemzetközi szinten is elismert fejlesztési programjuk keretében teljes értékűvé kívánják tenni a sérült személyek életét. Az 1990-es évek végén, a 2000-es évek elején további belterületbe vont szomszédos ingatlanokon kezdődtek családi házas építkezések, amelyből kialakult a Majorszegiliget nevű településrész. Az itteni első aszfaltút, a Csömöri út 2013-ban épült, ennek mentén készült el az első közösségi park és játszótér is. Jelenleg már több mint kétszáz család lakik Majorszeg térségében.A lakóövezeti részeket az M0-s felől szántóföldek, északi irányban pedig egy 9 hektáros, nagyrészt akácos erdő határolja a mellette elterülő ligetes-nádassal együtt. A fővárosi közigazgatási határt Mókus-patak képezi. Ez a vidék az itt élők kedvelt kirándulóhelye. A nyugodt, csendes, kellemes természeti környezet értékes növény- és állatvilágban is igen gazdag. A terület ökológiai szempontú feltárása még várat magára. Az itteni erdőterület jelentős részét nemrég megszerző helyi önkormányzat a vidék biológiai és földrajzi célú részletes feltárására – a Csömöri Körtúra program keretében – kutatási munkát tervez elindítani.

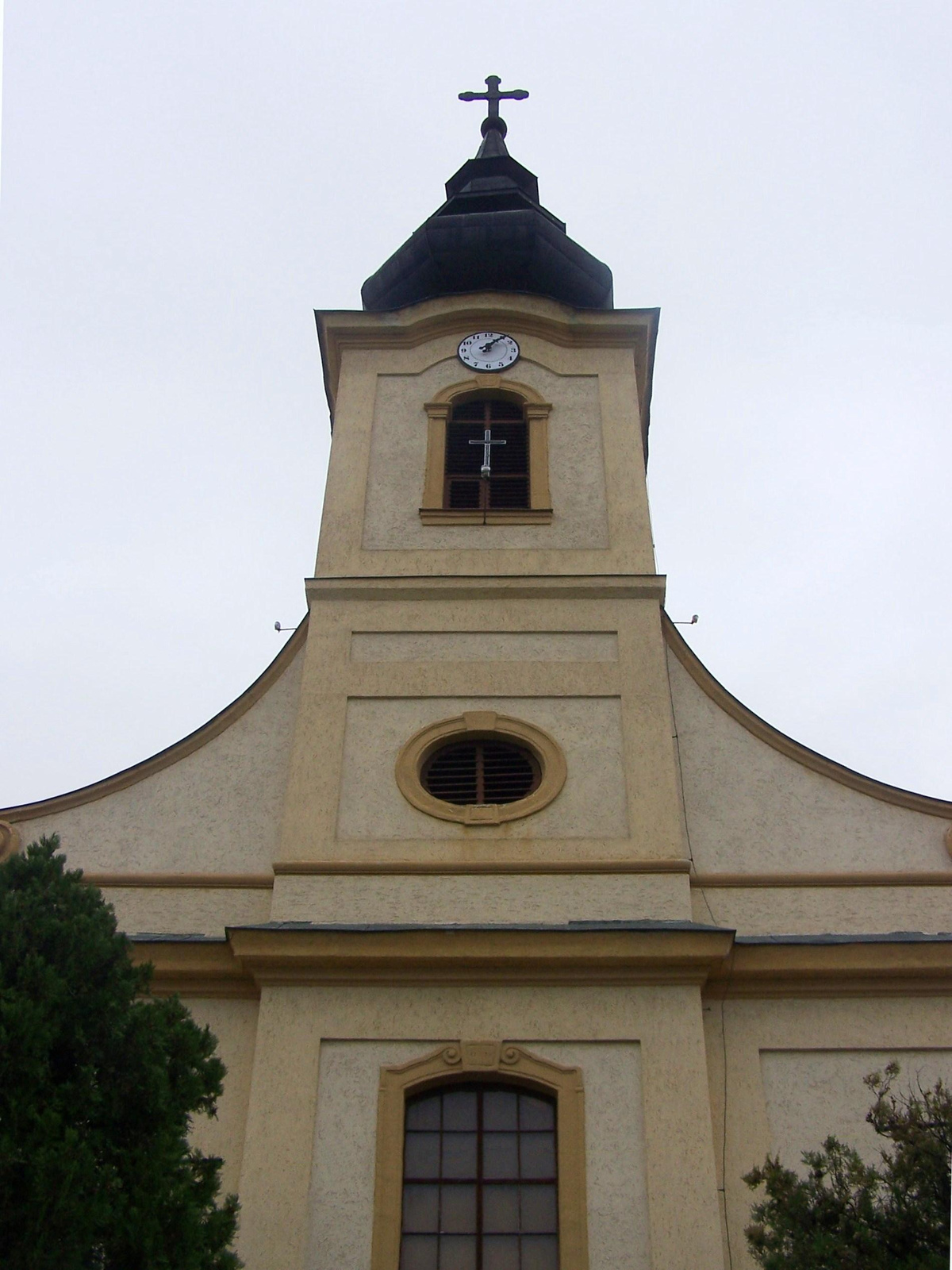
Szentháromság-templom

### Szentháromság-templom
A csömöri Szentháromság római katolikus templom építését Grassalkovich I. Antal kezdte meg, miután 1731-ben birtokai közé került Csömör is, melyet halála után az atyai végrendelet értelmében fia, Antal fejezett be 1773-ban, barokk stílusban. A templomot 1773-ban Salbeck Károly a Szentháromság tiszteletére szentelte. Plébániáját 1792-ben alapította az ifjabb Grassalkovich Antal. A plébánián az első canonica visitatio, azaz a kánoni látogatás 1842-ben történt.

### Evangélikus templom

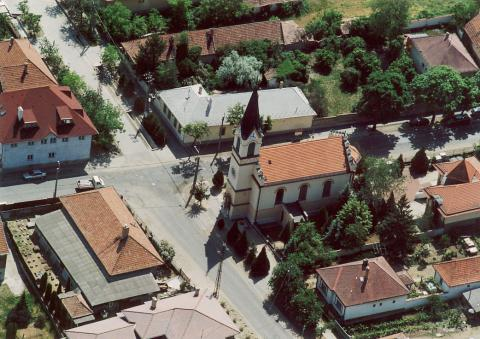
Az evangélikus templom

Az 1700-as években betelepített tótok máig élő hagyományőrzésének egy jele, hogy létszám szerint a falu második legnagyobb felekezete az evangélikus: kb. 1500 fő a falu lakosságának 15%-át teszi ki, mely jóval az országos átlag felett van. Egy 1721-es kánoni látogatás már említ evangélikus templomot. A mai evangélikus templom 1873-ban épült, miután a Grassalkovichoktól a gyülekezet az építkezésre telket kapott.
Az alapkőletétel ez év május 4-én történt. Az épület terveit Menko és Kolbenbeyer pesti építészek készítették, az építési munkálatokat Zier Keresztély pesti építőmester felügyelte. Az épületet a magyar romantikus építészet stílusjegyekeit viselő, visszafogott homlokzati kialakítás jellemzi. A padsorok egykor a pesti Deák téri templomban álltak, vásárlás útján kerültek Csömörre. Az oltárképet Jakobey Károly festőművész alkotta. A templom első, felújított orgonáját 1876. március 15-én ifj. Országh Sándor orgonaépítő szállította, melyet a 30-as években egy kétmanuálos Rieger-orgonára cseréltek.
A templom 1899-ben három harangot kapott B, Desz illetve Fisz hangolással, melyek rendre 350, 246 és 103,5 kilogramm súlyúak. A világháborúk után a harangok elvesztek, 1920-ban és 1957-ben is pótolni kellett ezeket. 1957-ben szentelték Tábor János festőművész szekkó falfestményeit. A teológiai útmutatást Prőhle Károly adta, a festmények a kenyér konkrét és elvont szimbólumára, illetve a Szentírás vonatkozó fejezeteire utaltak. Ez a kenyérmotívumra utaló díszítésű, úgynevezett kenyértemplom Magyarországon akkor egyedülálló volt. Az épület a 2000-es években teljes felújításon esett át Szák Kocsis Pál tervei alapján. Az időközben megrongálódott, elhasználódott falfestményeket menthetetlennek találták és nem restaurálták. A födém cseréjekor kazettás mennyezetet alakítottak ki. A homlokzaton rozetta ólomüveg-ablakot alakítottak ki, mely Luther-rózsát formáz. Az üvegmunkákat Turák Károly csömöri üvegművész készítette. A toronyban pótolták a régóta hiányzó toronyórát. A templomot a saját imaházzal nem rendelkező helyi református közösség is használja.

### Gloria Victis-emlékhely

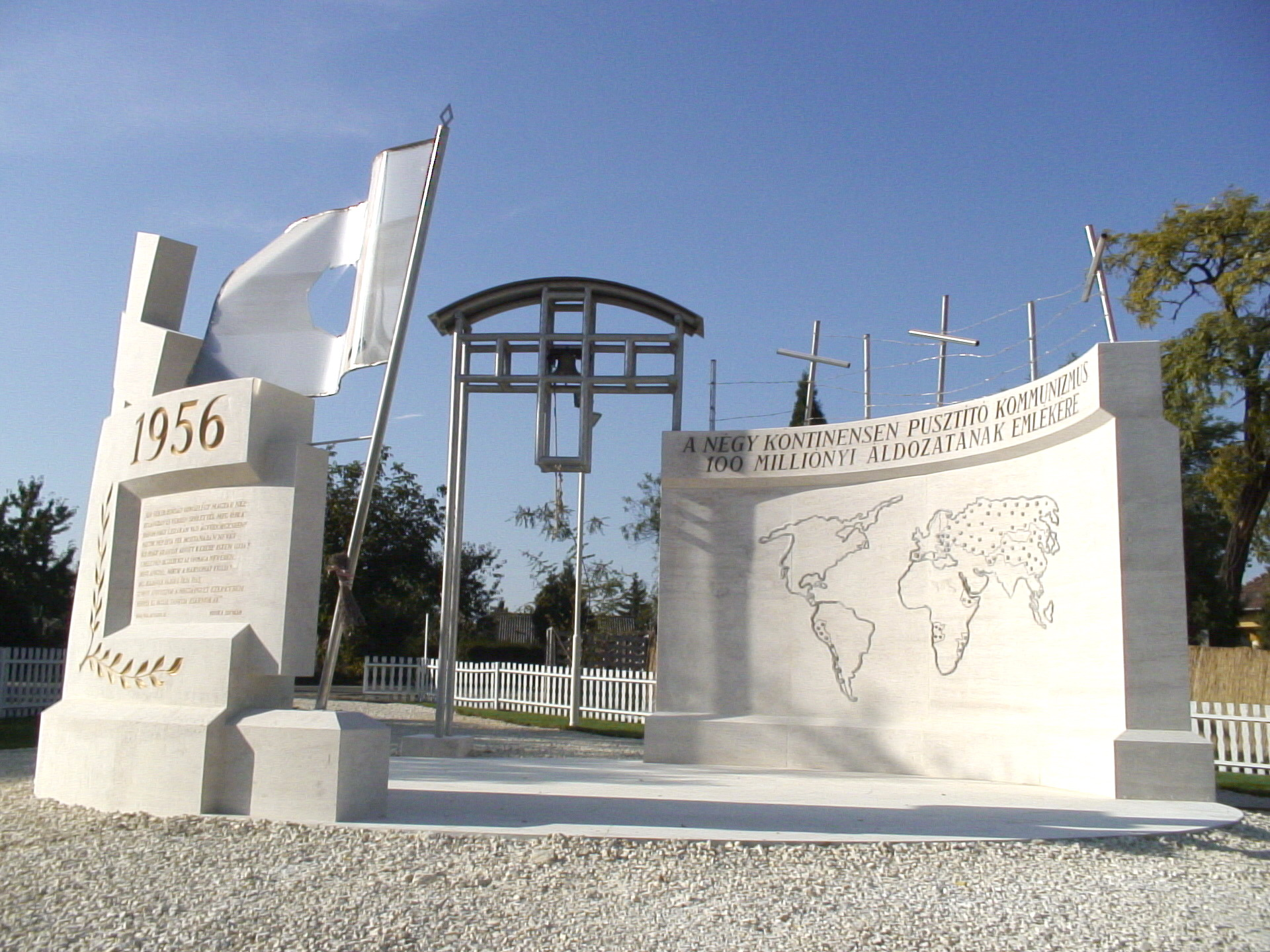
A Gloria Victis-emlékhely

A községi temető mellett álló emlékhelyet a helyi Gloria Victis Alapítvány megbízásából Csömör önkormányzata hozta létre az 1956-os forradalom 50. évfordulója alkalmából, 2006. október 21-én. Az emlékművet a felirata szerint "A négy kontinensen pusztító kommunizmus 100 milliónyi áldozatának emlékre" állíttatták.

### Csömöri ősláp
A Csömöri patak völgyében található 27 hektáros terület 1977 óta élvez megyei szintű védettséget. A vizes, mocsaras élőhelyen savanyú láptalaj volt jellemző, itt korábban több ritka mohaféle, például tőzegmohák (Sphagnum sp.) éltek. 1987-ben egy tűzeset, majd ennek következtében a földre hulló hamu által megváltozó talajviszonyok miatt ezek kihaltak.
A tó körüli élőhelyek jellemző növénye a védett mocsári tőzegpáfrány (Thelypteris palustris) illetve a keskeny- és széleslevelű gyékények (Typha angustifolia és Typha latifolia), a mocsári nőszőfű (Epipactis palustris), a csüngő virágzatú villás sás (Carex pseudocyperus), a vízi hídőr (Alisma plantago-aquatica).

## Eseményei
A régi csömöri családok leszármazottai örömmel, évente több program alkalmával elevenítik fel elődeik népszokásait, receptjeit, táncait. A több évtizedes hagyománnyal bíró rendezvények mellett  a közelmúltban több új kezdeményezés, mint például a Csömöri Színház, a kultúrkvíz, a könyvtári esték, a Művházterasz, a Béke téri esték, a Középhegyi piknik vagy az író-olvasó találkozó, indult útjára.

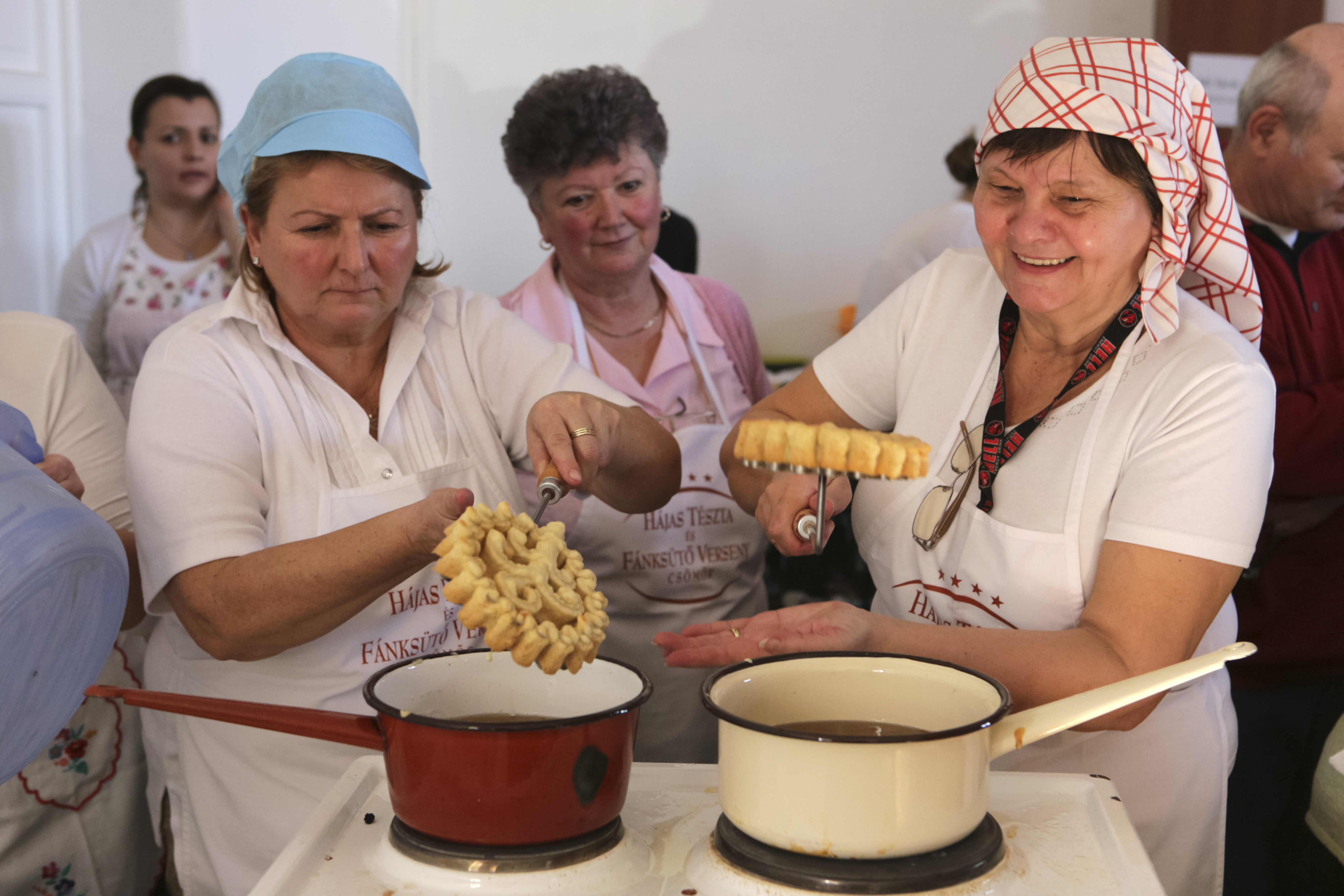
A híresen finom csömöri fánkokat évről évre megkóstolhatja a közönség

### Hájas tészta- és fánksütő verseny
A farsangi hagyományok egyik „legízesebb” eseménye a minden évben februárban megrendezett süteményfesztivál. Nemcsak kóstolni lehet a hájas tészták sós és édes variációit és a fánkok számos fajtáját, hanem az elkészítés fortélyait is el lehet lesni a helyszínen tésztát dagasztó, nyújtó, szaggató és sütő asszonyoktól. A hagyományosan csömöri házi recepteket ők is az édesanyjuktól, nagyanyjuktól tanulták meg, s a mindennapokban – főként ünnepekre készülve – is használják a mai napig. Az általában február egyik szombatján kora délután kezdődő rendezvényen helyi és meghívott népi együttesek, népdalkörök és táncosok szórakoztatják a közönséget,  miközben a szakmai zsűri jóízűen kóstolgat.

### Kórustalálkozó és Egyházzenei Hangverseny
1990 óta minden év április utolsó vasárnapja a kórusmuzsika kedvelőié Csömörön. Nem véletlenül, hiszen a községben nyolc egyházi és világi kórus valamint népdalkör működik már sok-sok éve, beleértve az iskola énekkarát is. A tavaszi kórustalálkozó házigazdája a Vox Animi Vegyeskar. A nagy népszerűségnek örvendő kórustalálkozóra minden évben más-más környékbeli, vagy budapesti neves kórusok kapnak meghívást. Minthogy a rendezvényt kezdetektől a rendkívül jó akusztikájú katolikus templomban tartják, egyetlen feltétel, hogy a kórusok vallási témájú műveket hozzanak magukkal.

### Zenei élet
Több mint húsz éve működik Csömörön zeneiskola. Névadója Krammer Teréz operaénekes (1868-1934), aki a községben élt, és itt helyezték örök nyugalomra. A közel háromszáz növendék a zeneelméleti és hangszeres oktatáson keresztül szinte észrevétlenül simul bele Csömör pezsgő zenei életébe. Rendszeresen megmutatkoznak a község nemzeti ünnepein, a jeles napokhoz, kiemelt ünnepekhez kapcsolódó rendezvényein, de szívesen és örömmel adnak akár szabadtári hangversenyt is. A zeneiskola rezesbandája, és ütős szekciója számos helyi esemény hangulatteremtő együttese. A csömöriek szeretnek énekelni. Ezt a községben nyolc aktív, a közösségi eseményeken is rendszeresen fellépő kórus bizonyítja. De az itt élők szeretnek táncolni is. A két nagy, helyi néptánc együttes, a tót hagyományokat őrző Furmicska és a magyar tradíciókat képviselő Csicsörke mellett társastáncot, balettet és modern táncokat is elsajátíthatnak a helyiek. 

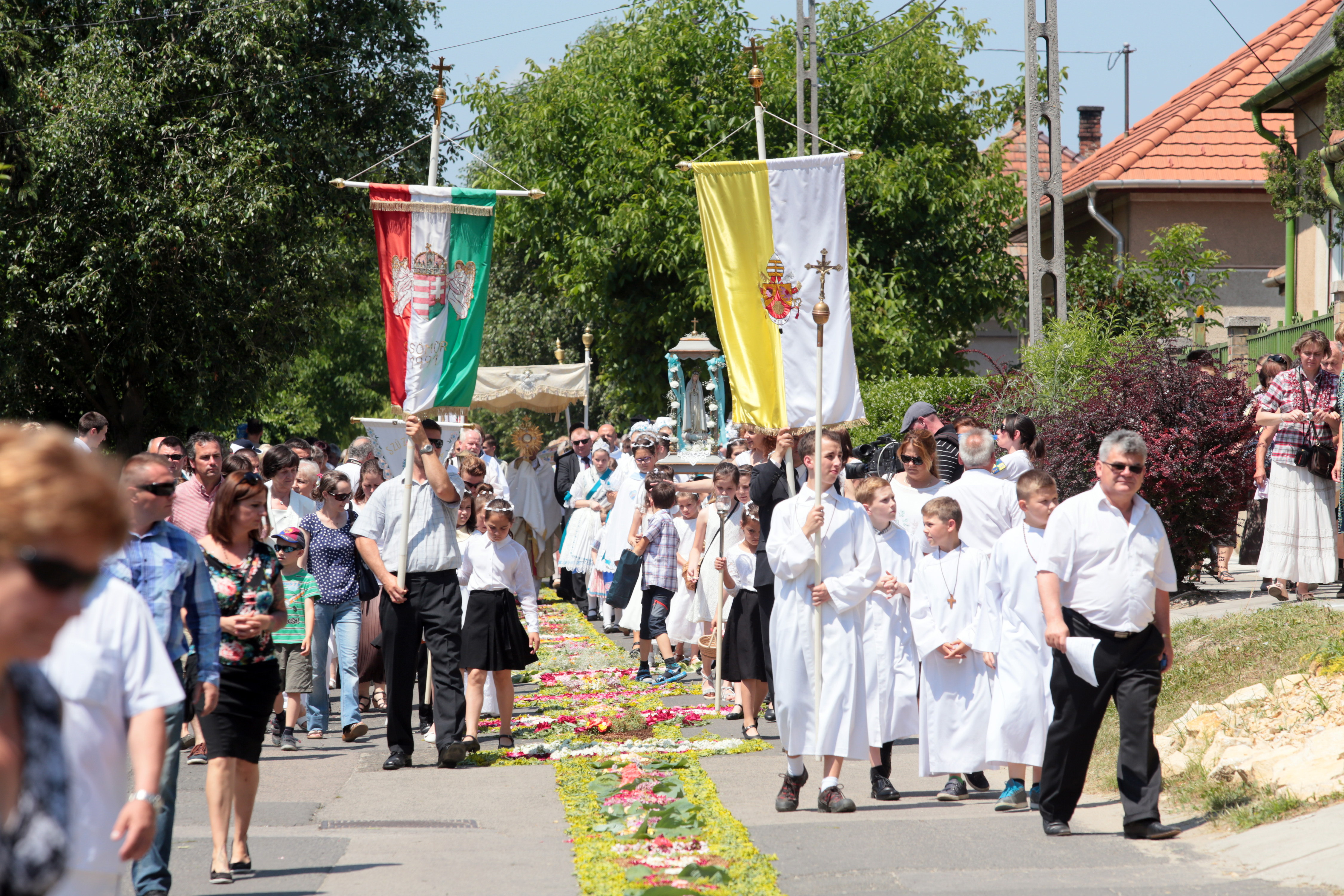
A csömöri Úrnapi körmeneten készül az ország leghosszabb virágszőnyege.

### Úrnapi Körmenet
A Pünkösd utáni második vasárnapon, általában júniusban ünneplik úrnapját, mely a hálaadó ünnep az Úr Testéért és Véréért a XIII. század óta. Csömör azon kevés helyek egyike, ahol még teljességében él e hagyomány. A csömöri katolikusok közel két kilométer hosszú, friss kerti és mezei virágokból és szirmokból káprázatos virágszőnyeget alkotnak, és hozzá tartozó, koszorúkból kialakított virágkápolnákat állítanak. Az idősek elmondása alapján úgy tudjuk, hogy még a legborúsabb politikai időkben sem maradt el egyetlen körmenet sem. Az eseményre az országos média figyelme mellett rengetegen látogatnak el, hívők és nem hívők egyaránt, hogy megörökítsék a páratlan virágszőnyeget. A falubeli katolikus közösség évente tartja a barokk kort idéző, turistákat is vonzó Úrnapi körmenetét. Az esemény nevezetessége az ófalu egyes utcáin kilométeres hosszan kígyózó, egy méter széles virágszőnyeg, melyen a körmenetben a pap végigmegy az oltáriszentséggel. A virágszőnyeget hagyományos motívumok alapján, a hajnali óráktól kezdve rakják a szőnyeg útvonala mellett lakó helyiek és más önkéntesek. A virágszőnyeg kiinduló- és végpontja a katolikus templom, útvonala pedig évente váltakozik: egyszer keleti, egyszer nyugati irányban tesz egy kört a faluban, hagyományos útvonalon. A négy égtáj irányában egy-egy sátrat is állítanak. A sátrak falát koszorúk borítják, előttük a virágszőnyeg kiszélesedik, több négyzetméteres, virágszirmokból rakott ábrák láthatók. A körmenet a mise után kezdődik. Ekkor a pap az oltáriszentséggel kilép a templomból, felette baldachint tartanak. A virágszőnyegre csak a pap lép, a hívek a szőnyeg két oldalán követik a menetet. A menet megáll, amikor egy sátorhoz érnek. Itt a pap a sátorban elhelyezi a monstranciát és áldást kér, majd a menet továbbhalad. A koszorúkat a szertartás végén a hívek szentelvényként hazaviszik. A szokás szerint a koszorúkat kiszárítva egész évben megtartják, majd a következő körmenet után elégetik, ezzel mintegy szüntelenné téve a házon az áldást.

### Csömöri napok
A leglátogatottabb négynapos fesztivál Csömörön, ahová a helyiek és a környékbeliek, de még budapestiek és külföldiek is szívesen látogatnak el a pünkösd utáni hétvégén.  A rendezvény a hagyományoknak megfelelően csömöri művészek bemutatkozó kiállításával nyílik meg a Petőfi Sándor Művelődési Házban.A szombat a helyi, illetve más településekről meghívott hagyományőrző csoportok vonulnak végig, perdülnek táncra a színpadon, este pedig neves könnyűzenei előadók lépnek  fel, ami később jó hangulatú, hajnalig tartó utcabálban folytatódik. Vasárnap gyerekeknek szóló műsorszámok, modern táncbemutatók és más helyi csoportok előadásai láthatóak. A rendezvény ideje alatt kirakodóvásár, sörsátor, borfalu és finom falatok, gyerekjátékok várják a látogatókat.

### Szüreti mulatság
Csömör legnagyobb hagyományőrző rendezvénye több mint száz éves múltra tekint vissza. E napon a község vezetősét jelképesen átveszi a bíró, aki lovas fogaton hajt végig a főúton, nyomában előzenére táncoló népviseletes felvonulókkal. A nagy múltú szüreti fesztivált népszerű, civil szervezeteknek, baráti köröknek meghirdetett főzőverseny kíséri. A művelődési ház előtti teret ilyenkor ellenállhatatlan illatfelhőbe burkolja a téren fortyogó bográcsban főtt finomságok illata.

### Nemzetiségi rendezvények
A tót szokásokat és hagyományokat a 2006-ban alakult Szlovák Nemzetiségi Önkormányzat ápolja. Ők rendezik minden évben a húsvéti hagyományőrző programokat,  május elsején a tót majálist, novemberben a tollfosztót, decemberben a hagyományos disznóvágást, és kiveszik részüket a község karácsonyi készülődésben is. Programjaik elmaradhatatlan eleme a tót konyha gazdag és ízletes gasztronómia kínálata. A 2010-ben megalakult Német Nemzetiségi Önkormányzat szervezésében a négy adventi vasárnapon meghitt hangulat szabadtéri ünnepségen gyújtják meg Csömör adventi koszorújának gyertyáit. A sváb baráti kör május közepén rendezi a sváb majálist a könyvtár előtti téren.

### Más kép író-olvasó találkozó kicsit másképp
A havonta megrendezett klub célja, hogy a kortárs irodalmat kedvelők személyesen találkozhassanak a hazai irodalom kiemelkedő, kuriózumnak számító  alakjaival.  Minden hónapban vendégül látjuk a legnevesebb, legismertebb írókat, akikkel teázás közben  kötetlenül beszélge Huszárik Kata színművésznő.

### Csömöri színház
A művelődési házban 2012 óta havi rendszerességgel tartanak színházi előadásokat, premiereket, melyen a budapestiek mellett neves vidéki társulatok vendégelőadásait mutatják be. A gyakran teltházas előadásokra a csömöri közönség mellett Budapestről és a környező településekről is érkeznek nézők.

### Csömöri Bringafesztivál – Minden, ami bringa!

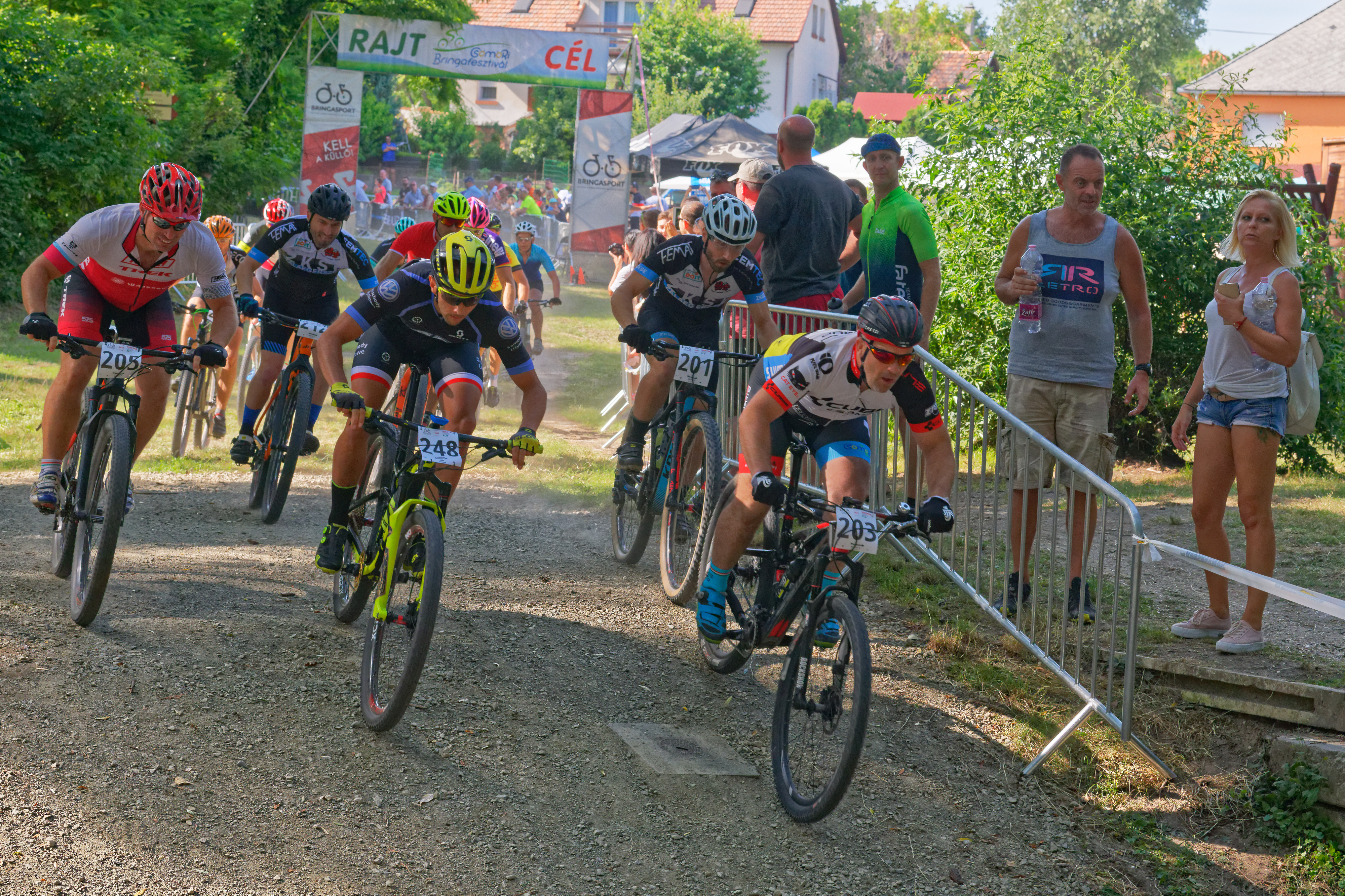
A bringafesztiválon megrendezett rangos versenyt egész napos családi programsorozat kíséri

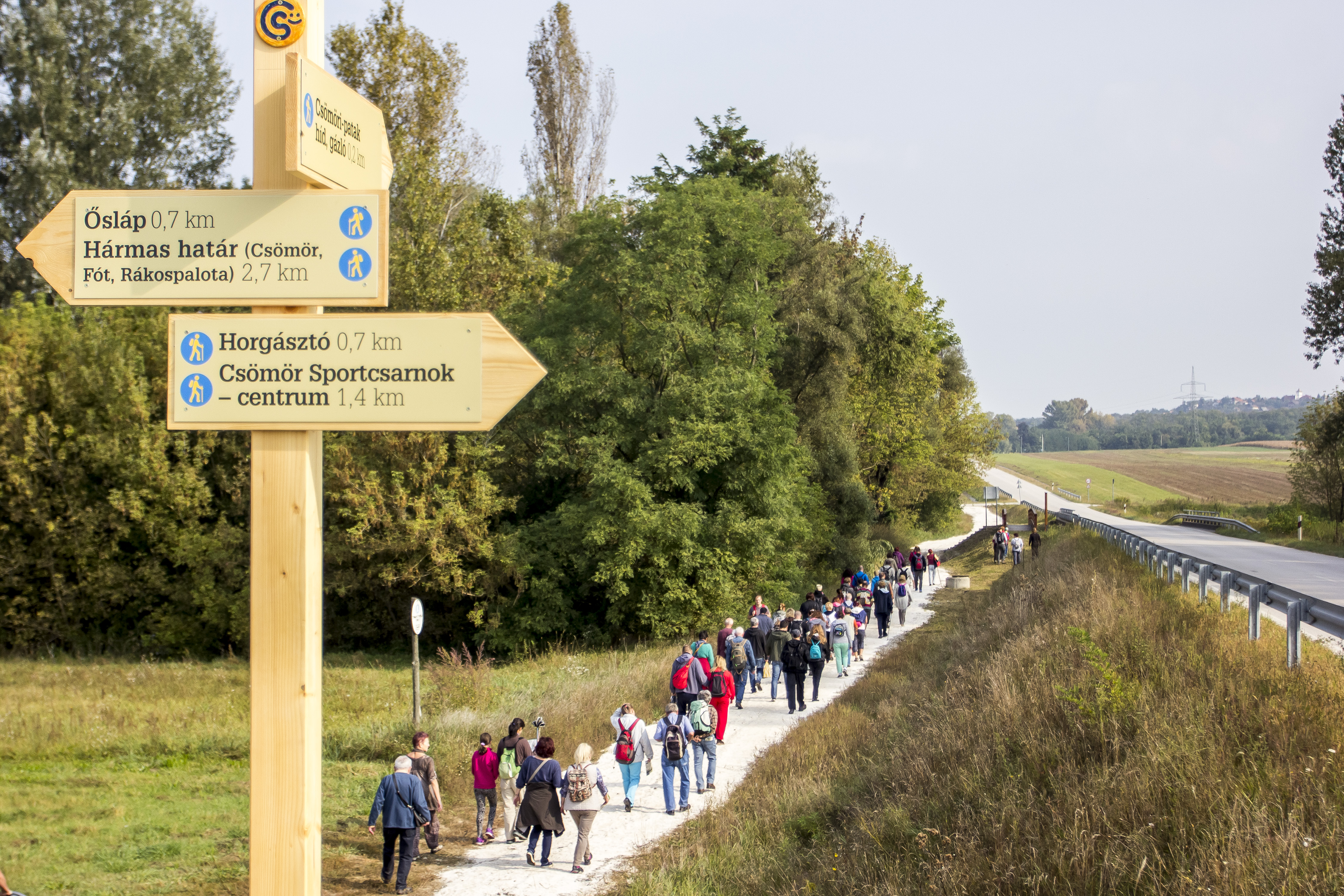
A gyalogos és kerékkpáros útvonalon évente több vezetett túrát is tartanak

Természeti adottságai és a Budapesthez való földrajzi közelsége miatt Csömör hosszú évek óta bringás paradicsomnak számít a kerékpározás szerelmeseinek körében. Az ország egyik legeredményesebb hegyikerékpáros klubjának számító Cube-Csömör vezetőedzője, Valter Tibor 2012-ben egy bringaverseny ötletével kereste meg Fábri István csömöri polgármestert.  Az ötletből csakhamar valóság lett, de a komoly támogatást nyújtó az önkormányzat, versenysport esemény mellé egyúttal igazi fesztiválhangulatú, nagyléptékű tömegsport rendezvény is megvalósít, amely a sportos életmód népszerűsítésével párhuzamosan a települések közötti biciklis közlekedés fejlesztésére is felhívja a figyelmet.  Így a Csömöri Bringafesztivál hamisítatlan kerékpáros kultúreseménnyé nőtte ki magát az évek alatt – biciklitörténeti kiállítással, kistérségi körtúrával, bringás istentisztelettel, játékos gyermekprogramokkal, ügyességi pályákkal, amatőr futamokkal, könnyűzenei koncertekkel, extrém bemutatókkal és természetesen a profik versenyével, amely több alkalommal is nemzetközi szintű eseményként jelent meg a versenynaptárokban. A 2016-os hegyikerékpáros verseny kivételnek számít ebből a szempontból, hiszen a riói olimpia előtt a Magyar Kerékpáros Szövetség felkérésére a rendkívüli presztízzsel bíró magyar bajnokságot rendezte meg Csömör. Az esemény a település történetében történelminek számított, hiszen először került sor ilyen rangos versenyre a nagyközségben. A fesztiválnak 2013 óta otthont adó csömöri Kálvária és a Bulgárkert tökéletesen kiszolgálja az igényeket, hiszen a változatos, emelkedőkkel, ugratókkal és letörésekkel színesített erdei pálya, a programoknak otthont adó Bulgárkert napsütötte tisztása és a hangulatos patakpart mentén kialakított, ügyességet, technikát fejlesztő pumpapálya egész évben ideális helyszínként várja a kerekezőket – amatőröket és profikat, kicsiket és nagyokat egyaránt. A 2016-os magyar bajnokságot kivéve évről évre megtisztelték a csömöri versenyt a sportág legjobbjai külföldről is. Az elmúlt esztendők során érkeztek kerékpározók a legkülönbözőbb egzotikus és távoli országokból, hogy harcba szálljanak a fényes dicsőségért, a csillogó érmekért és az értékes ranglista pontokért. A magyarok mellett a környező ország kiemelkedő bringásai nem okoznak senkinek sem meglepetést a rajtnál, hiszen az osztrákok, a szlovákok, az ukránok, a románok vagy a horvátok sűrűn előforduló vendégek és sportolók hazánkban. Akadtak azonban olyanok is, akik üde színfoltot jelentettek a nevezők között. Európából a belgák és az oroszok, a tengerentúlról a kanadaiak, Ázsiából az izraeliek és a kazahok, míg Afrikából a dél-afrikaiak színesítették a mezőnyt a mögöttünk hagyott fesztiválok során. És mi a helyzet a helyi bringásokkal? A profik mountainbike versenyén utánpótlás és felnőtt szinten is rendre az élmezőnyben végeznek a duplán hazai pályán tekerő, az ország egyik legjobb utánpótlás-nevelő klubjában, a Cube-Csömörben pallérozódó tehetségek. A jelenlegi profi csapat keretéből fiatal kora ellenére a felnőttek között is kiemelkedik Valter Attila, aki az elmúlt években a hazai viadalok mellett nemzetközi versenyekről is dobogós helyezésekkel térhetett haza. A hegyikerékpáros pályák mellett országúton is egyre sikeresebb, remekül ötvözi a két szakág sajátosságait, a szakemberek hosszú és fényes pályafutást jósolnak neki. Büszkék vagyunk arra, hogy a legutóbbi olimpiákon és ifjúsági ötkarikás játékokon részt vevő magyar bringások közül többen is Csömörön kezdték a pályafutásukat, elég Lovassy Krisztiánra vagy Fördős Kata Barbarára gondolni. Ha beérik az elvégzett munka gyümölcse Csömörön, akkor a 2020-as tokiói olimpia után is folytatódhat ez a büszke sorozat.

### Kerékpártúrák, gyalogos kirándulások
Kell-e ideálisabb terep a kerékpározásra egy olyan településnél, ahol zsákfalu jellegénél fogva nincs átmenő autós forgalom? Van viszont „cserébe” több kiváló turista célpont: horgásztó, védett ősláp, kastély, pataksétány. A fél- és egynapos kerékpártúrák, gyalogos kirándulások pompás terepe ez a környék.2017 óta országosan egyedülálló gyalogos és kerékpáros körtúra útvonal mutatja be a nagyközség természeti, kulturális és helytörténeti értékeit. A látványos, sok ismeretterjesztő táblával színesített, végig jól kitáblázott útvonal szakaszokra bontható, minden pontjáról könnyen elérhető a település központja.